# Santa Maria de Morella
L'Església Arxiprestal de Santa Maria la Major de Morella (Ports, País Valencià), a la plaça de Benet XIII, és un temple construït entre els segles xiii i xvi, amb estils gòtic i renaixentista.

## Història
El temple va ser construït entre 1265 i 1343, encara que no va estar totalment acabat fins al 1593 quan va ser consagrat pel bisbe de Tortosa, morellà de naixement, Gaspar Punter.
En aquesta església van realitzar-se pontificals a l'època del Cisma d'Occident, pel papa Benet XIII, així com l'episodi de la cimera entre aquest papa i el rei Ferran d'Antequera propiciada per fra Vicent Ferrer.

## Interior

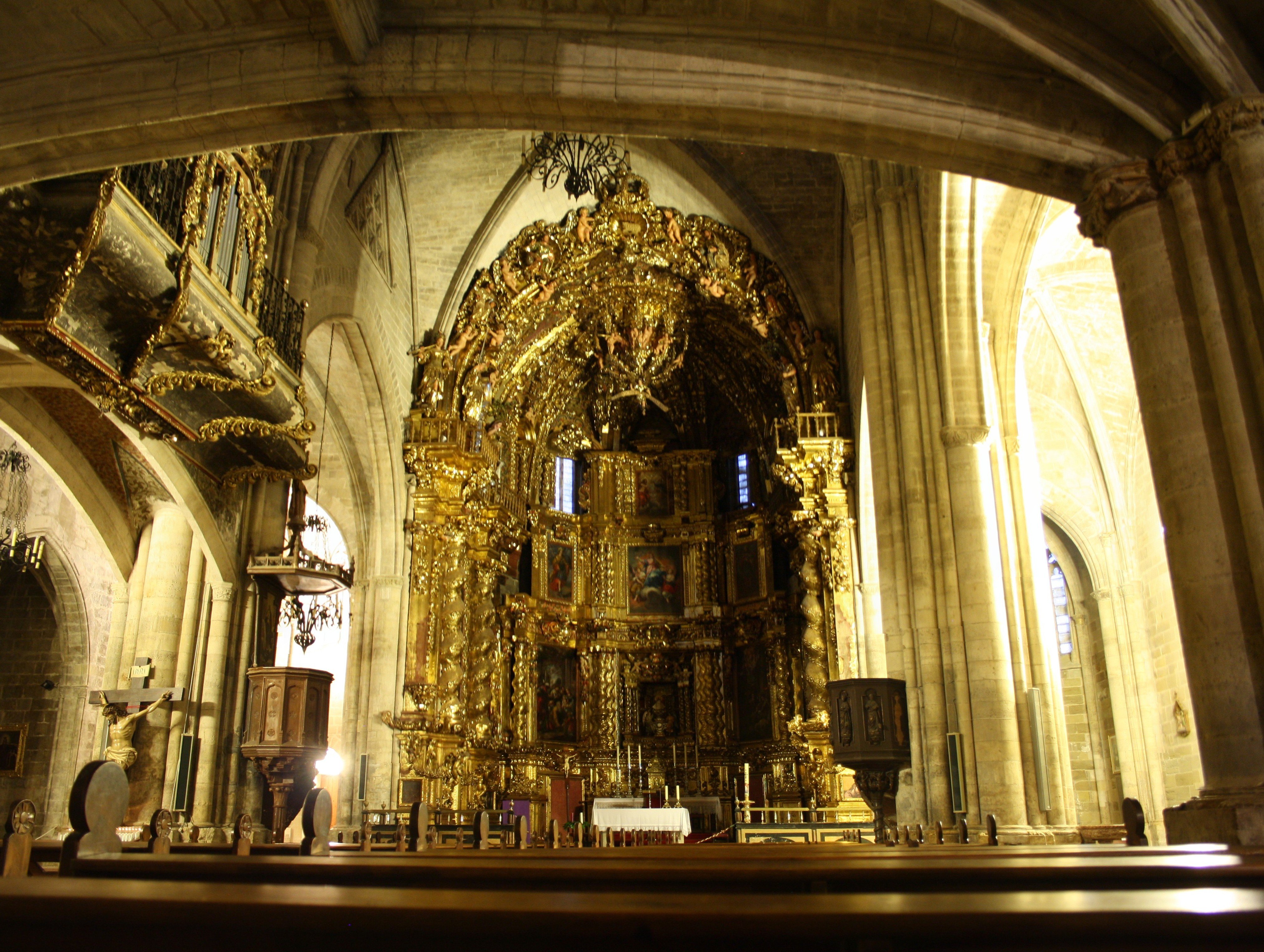
Interior

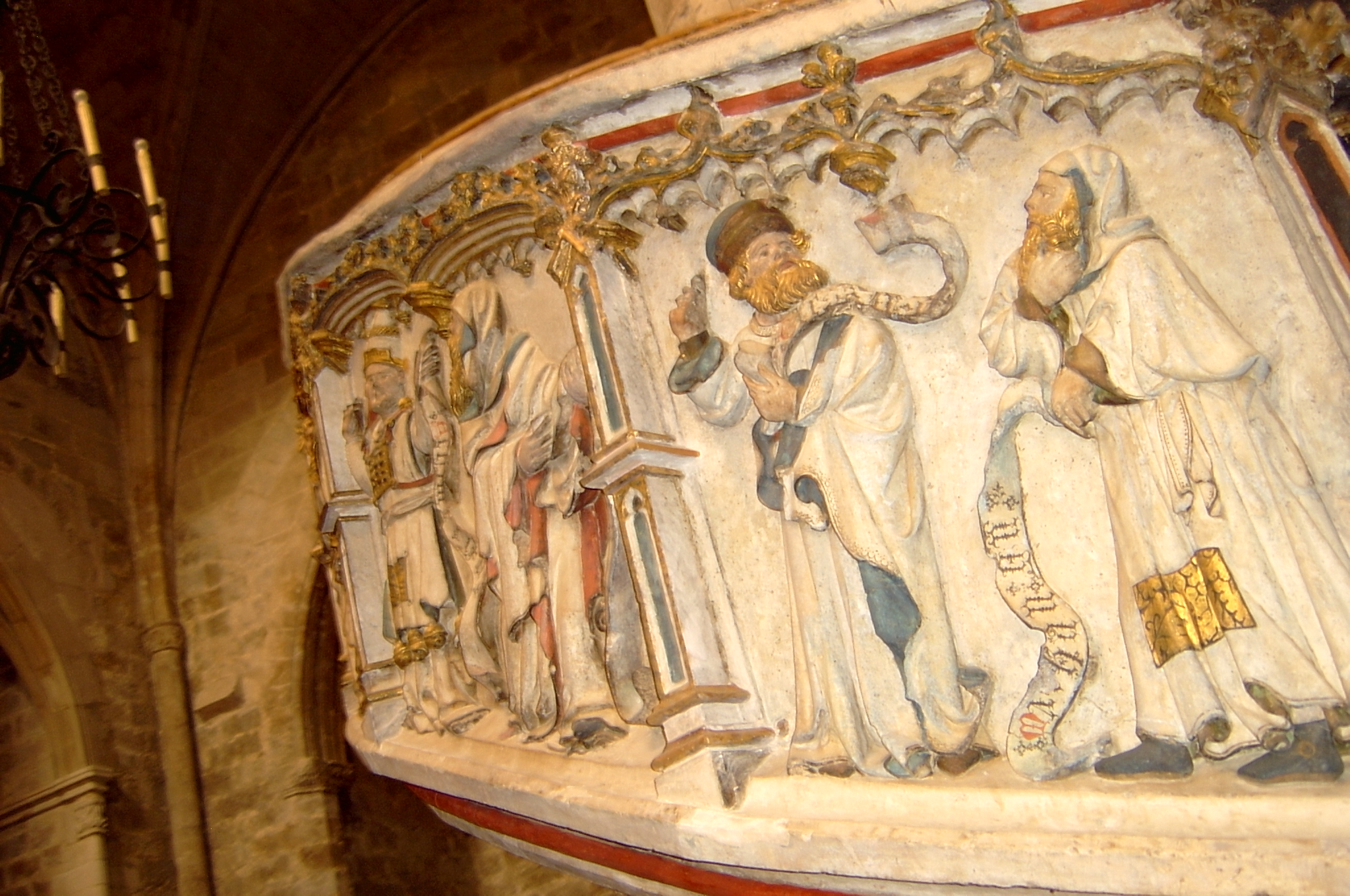
Escala del cor

Compta amb una planta de tres naus amb els seus corresponents absis. Tan sols en un dels costats (el de l'evangeli) hi ha capelles entre els grossos contraforts, mentre que a l'altre costat (el de l'epístola) es disposen dues portades.
A l'interior destaquen els grans pilars que sustenten les voltes de creueria. Menció especial mereix el cor i la seua escala de caragol, situat atípicament en el penúltim tram, que presenta uns arcs rebaixats i una volta estrellada. A la part posterior del cor, es pot veure esculpit en forma de fris el Pòrtic de la Glòria. Altres de les seues joies són: l'altar major, les seues tres rosasses amb vidrieres originals de l'Escola valenciana del segle xiv i l'orgue de Francisco Turull.

### Altar major
L'altar major és un grandiós retaule xorigueresc, daurat i amb pintures que representen l'Assumpció, l'Adoració dels Reis Mags, la celebració de la primera missa a Morella després de la Reconquesta i el lliurament del Lignum crucis per Jaume el Just, entre d'altres. El retaule (1657 - 1677) i revestiment total de l'absis (1677 - 1685) de preciosa talla i esgrafiat daurat (1739) xorigueresc va ser construït per l'escultor retablista Vicent Dolz en col·laboració amb altres artistes, conservant en el seu primitiu lloc els llenços: el Sant Sopar i la Trinitat, d'Espinosa, l'Assumpció de Joan Francesc Cruella, la Nativitat de Jesús, l'Adoració els Reis Mags, Sant Julià i Sant Teodor, de Pau Pontons; Primera missa a Morella després de la Reconquesta, Lliurament del Lignum Crucis per Jaume II, Moisès al Sinaí i el Rei David, del cercle d'Espinosa.
Escampats pel temple hi ha llenços d'Hilario Zaragozá, La Sagrada Família (ca. 1700); sant Domènec, sant Gregori i sant Felip Neri, de Joan Francesc Cruella (1804-1886). i el cap de la Mare de Déu del Sufragi, atribuïda a Sassoferrato (segle xvii).

### Cor
En el segon tram de la nau central i en alt, s'aixeca el magnífic cor. La seua volta, gairebé plana, ressalta la dificultat d'aquesta obra arquitectònica. S'ha relacionat la concepció d'aquest treball al mestre de la catedral de Tortosa Joan de Frenoy, i la seva realització material amb el picapedrer Bartomeu Durà, mestre major de l'església arxiprestal de Sant Mateu.
S'hi arriba per mitjà d'una escala que s'enrosca a la tercera columna. L'ampit de la mateixa està historiat amb escenes del Naixement de Crist i dels Reis Mags, així com la genealogia del Senyor. Els relleus historiats de l'escala són obra d'Antoni Sancho (1470) i de l'italià Juseph Beli, de qui és també el judici final del rerecor.
El cor va ser planejat i executat pel morellà Pere Segarra entre 1406 i 1426. El rerecor està decorat amb escenes del Judici Final i cresteria gòtica.

## Exterior
A l'exterior, al mur de la part dreta, destaquen les dues portades laterals i que són l'únic accés a l'interior. Ambdues portades, adornades amb estàtues, estan rematades per un gablet i segueixen fidelment la tipologia gòtica, es van dur a terme en el segle xiv. La major, anomenada porta dels Apòstols presenta en els extrems elements renaixentistes en la decoració d'una intervenció posterior i una estàtua de la Mare de Déu al mainell. La menor, anomenada de les Verges és de traça més refinada pel que fa a la decoració i conté l'estàtua de Santa Úrsula. Tant l'estàtua de la Mare de Déu com la de Santa Úrsula són del segle xiv.